# Yatsuhashi Kengyō
Yatsuhashi Kengyō (八橋 検校?; 1614 – 1685) è stato un musicista giapponese.
Originario di Osaka, il nome Kengyō corrisponde a un titolo onorario riconosciuto all'epoca ai musicisti ciechi particolarmente abili.  
Yatsuhashi era inizialmente un suonatore di shamisen ma imparò poi a suonare il koto da un musicista della corte imperiale. Grazie a lui questo strumento uscì fuori dalla corte e venne suonato anche in pubblico.
Oltre ad aver composto o contribuito a diffondere dei brani musicali per il koto, Yatsuhashi è noto principalmente per aver modificato la struttura di questo strumento, allo scopo di renderlo maggiormente accessibile presso la popolazione e aumentarne la diffusione. A tale scopo si deve a lui la creazione della scala Hirajōshi.
I suoi brani più importanti sono Rokudan e Midare. 
Ogni anno, le geisha più famose di Kyōto si esibiscono per commemorarlo in varie danze nel tempio buddhista di Hōnen-in.